# Acadèmia de les Ciències i les Arts de Televisió d'Espanya
L'Acadèmia de les Ciències i les Arts de Televisió (ATV) és una institució sense ànim de lucre fundada el 1997 que aglutina els principals operadors de televisió i que integra prop de 800 professionals del sector audiovisual.
Anualment atorga els premis als millors programes i professionals de televisió, denominats Premis ATV. Un d'aquests és el Premi Pilar Miró que es concedeix al millor guió per a pel·lícules per a televisió. Des d'abril de 1998 publica la revista mensual AcademiaTV, que fins al febrer de 2007 es va anomenar Carta d'Ajuste.

## Història
L'Acadèmia de les Ciències i les Arts de Televisió d'Espanya és un projecte impulsat el 1996 per un grup de professionals de la televisió liderat per Jesús Hermida. El 28 de gener de 1997 es va signar l'acta fundacional i, després de diversos mesos de treball de les diferents comissions, el 30 d'octubre de 1997 es va celebrar l'Assemblea General constituent. Després d'aquesta Assemblea va quedar formalitzada la primera Junta Directiva, presidida per Jesús Hermida, amb Antonio Mercero com a vicepresident i com a vocals Mikel Lejarza, Valerio Lazarova, Chicho Ibáñez Serrador, Victoria Prego, Claudio vern, Concha Velasco, Ignacio Salas, Olga Viza, Pedro Erquicia, Isabel Raventós, José María Avendaño, Carlos Rapallo, José Vilchez i Ricardo Visedo.
Hermida va abandonar la presidència el 1998 després de ser nomenat director general d'Antena 3 TV, passant Antonio Mercero a ocupar el seu càrrec. Durant el seu mandat es van posar en marxa els Premis de l'Acadèmia. El febrer de 2006 La Sexta ingressa al Consell de l'Acadèmia. El 2007 Telecinco va reingressar en el Consell, que havia abandonat sis anys enrere, per tornar a abandonar-lo el febrer de 2008.
El febrer de 2008 l'Acadèmia va arribar a un acord amb els dos partits majoritaris al Parlament espanyol, el PSOE i el PP, per l'organització de dos debats cara a cara entre els aspirants a la presidència del Govern d'ambdós partits, José Luis Rodríguez Zapatero i Mariano Rajoy, en les eleccions previstes per al 9 de març d'aquest any. El primer debat va tenir lloc el 25 de febrer a les 22:07 en un estudi creat per l'ocasió al recinte d'IFEMA i va estar moderat pel president de l'Acadèmia Manuel Campo Vidal. El 3 de març, va tenir lloc un segon debat moderat en aquesta ocasió per la periodista Olga Viza realitzat des del palau de congressos del recinte firal madrileny.
El primer cara a cara va aconseguir reunir una audiència mitjana superior als tretze milions d'espectadors aconseguint una quota de pantalla del 59,1% i se situa així com una de les emissions més vistes de la història de la televisió a Espanya. [1] El segon debat va aconseguir congregar a una mica menys de dotze milions d'espectadors aconseguint acaparar al 56,3% de les persones que veien televisió en aquell moment. [2] Aquestes dades van ser possibles gràcies al fet que el senyal del debat va ser emesa per més de trenta cadenes de televisió espanyoles : TVE1, Cuatro, LaSexta gairebé totes les cadenes de la FORTA, cadenes de TDT, etc.

## Presidents[1]
- Jesús Hermida (1997-1998)
- Antonio Mercero (1998-2000)
- Ignacio Sales (2000-2006)
- Manuel Campo Vidal (2006 - 2018)
- María Casado (2018-)